# Berén
Berén és un poble del terme municipal de les Valls d'Aguilar, situat a la comarca catalana de l'Alt Urgell. El municipi apareix entre la relació de bens del testament de Ramon, vescomte d'Urgell-Castellbó, de data 8 d'octubre de 1113. Se'n pot visitar l'Escola Vella, el corral de les ovelles, la Bassa i l'Ermita de Sant Quiri. En aquest poble de pocs habitants també s'hi troben les cases de:
- Cal Baró
- Ca l'Hostaler
- Cal Quiri
- Cal Mostatxo
- Cal Sastre
- Cal Malgà
- Cal Peret
- Cal Barracaire
- Cal Capità
- Ca l'Hostalaire
- Cal Troi